# Automatyczna regulacja wzmocnienia
Automatyczna regulacja wzmocnienia, ARW (ang. automatic gain control, AGC) – układ samoczynnie regulujący współczynnik wzmocnienia napięciowego wzmacniacza, szeroko stosowany np. w odbiornikach radiowych i telewizyjnych.
Działanie ARW w odbiornikach radiowych polega na zmianie punktu pracy elementu wzmacniającego (lampy lub tranzystora) o zmiennym nachyleniu charakterystyki. W przypadku pogarszania się jakości odbioru sygnału nadawanego punkt pracy przesuwa się w kierunku większego nachylenia charakterystyki, a w przypadku polepszenia się odbioru sygnału nadawczego – w kierunku mniejszego nachylenia charakterystyki. Zmiany jakości odbieranego sygnału spowodowane są zmianami warunków rozchodzenia się fal elektromagnetycznych.